# 南方巨獸龍屬
南方巨獸龍屬（學名：Giganotosaurus）又名南巨龍、巨獸龍、超帝龍、巨型南美龍，是鯊齒龍科下的一屬恐龍，生活於9千9百萬至9千5百萬年前上白堊紀森諾曼期。其正模標本於1993年發現於阿根廷巴塔哥尼亞的坎德洛斯組地層，化石完整度約有七成。其屬名的含義為“巨大的南方蜥蜴”，由古希臘文的「γιγας（巨大的）」、「νοτος（南方）」及「σαυρος（蜥蜴）」組合而來；而其種名則源於其發現者 Ruben D. Carolini。此前發現的一個下頜骨、一枚牙齒以及一些足跡最終亦被歸於南方巨獸龍。自發現以來，南方巨獸龍引發了關於最大獸足亞目恐龍的科學爭論。 牠是史上第二巨大的陸地肉食性恐龍，只是體長短於棘龍，體重則輕於暴龙。其咬合力前幾高，次於暴龍等更大的肉食恐龍。南方巨獸龍體長13.7公尺、體重10.52公噸、身高4.2公尺，最終只存活至白堊紀中旬，被更先進的肉食恐龍如大盜龍類及阿貝力龍類取代。

## 發現及物種

數種巨型獸腳類恐龍的體型相比。從左到右為：棘龍、南方巨獸龍、馬普龍、暴龍、鯊齒龍

卡羅利尼南方巨獸龍（G. carolinii）是由業餘化石搜尋者魯本·卡羅利尼（Ruben Carolini）於1993年在阿根廷南部巴塔哥尼亞的利邁河組中發現。牠是由羅多爾夫·科里亞（Rodolfo Coria）及利安納度·薩爾加多（Leonardo Salgado）於1995年在《自然》科學雜誌上描述的，並命名為南方巨獸龍，種小名是以發現者為名。

正模標本（編號MUCPv-Ch1）是約有35%完整的骨骼，當中包括頭顱骨、盆骨、大腿骨及大部份脊骨，身長約12.2到12.5公尺。另一具標本（編號MUCPv-95）較大。這個最大的南方巨獸龍標本估計有13.7米長，及10至11噸重。南方巨獸龍具有獸腳類中最大型的頭骨，正模標本的頭骨估計約1.7公尺長，第二個標本約1.82公尺長。

## 古生物學

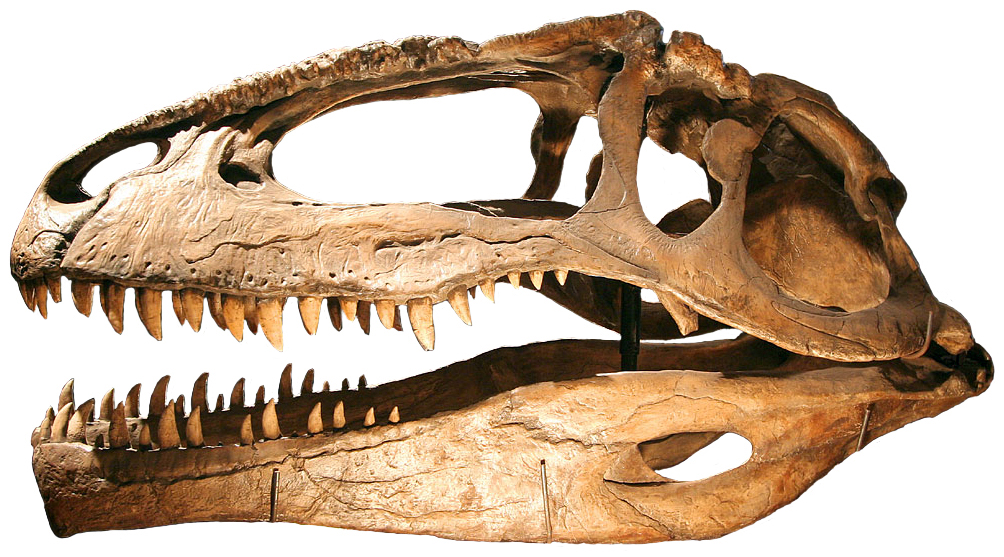
南方巨獸龍的顱骨

卡羅利尼南方巨獸龍（G. carolinii）的頭部較暴龍為大但腦部則較小型，形狀及大小像香蕉。牠的嗅覺區發展得很好，可見牠有很好的嗅覺。
南方巨獸龍的頭顱骨是異特龍的兩倍大小，牙齒的長度為20公分。手部有3指，上有利爪。大腿的股骨比暴龍的股骨還大，股骨與腰帶相連。結實的尾椎強化尾巴。
在南方巨獸龍附近發現了泰坦巨龍科化石，令人猜測這些肉食性恐龍是獵食這些巨型草食性恐龍。其近親馬普龍的化石在發現時是一群的，所以有認為牠們是集體狩獵的，而南方巨獸龍可能有這種習性。

## 分類

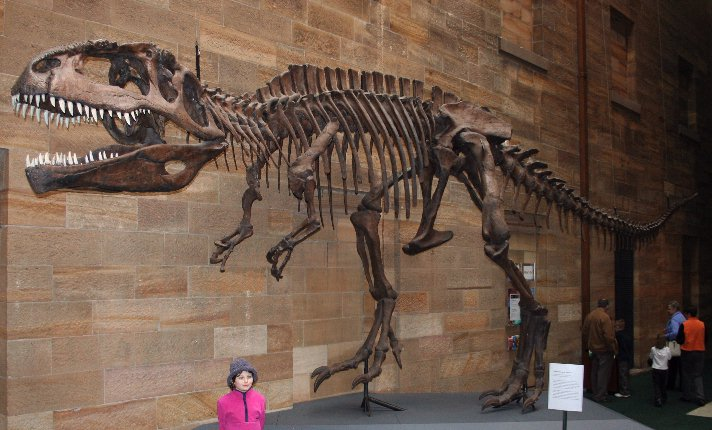
悉尼澳洲博物館展覽的南方巨獸龍複製品

南方巨獸龍與其親屬，如魁紂龍、馬普龍及鯊齒龍，都是鯊齒龍科的成員。在2006年，科里亞與柯爾將南方巨獸龍及馬普龍都編入南方巨獸龍亞科，使人聯想牠們之間的關係。

## 大眾文化
南方巨獸龍的最初化石就存放在阿根廷內烏肯的卡門菲耐斯市立博物館，而其複製品則在其他地方，如悉尼的澳洲博物館都有展出。
南方巨獸龍出現於《與恐龍共舞》（Walking with Dinosaurs）的特別節目《巨龍國度》（Land of Giants）。在節目中，南方巨獸龍可獨自獵食鳥腳類，也可成群獵食阿根廷龍，但事實上與阿根廷龍生存於同時代的大型獸腳類掠食者為近親馬普龍而非南方巨獸龍。
南方巨獸龍也出現在IMAX電影《巴塔哥尼亞的巨獸》（Dinosaurs: Giants of Patagonia），在電影中羅多爾夫·科里亞（Rodolfo Coria）介紹在阿根廷的主要挖掘地點。
因南方巨獸龍體型能與暴龍並駕齊驅，故在許多大眾媒體影視作品中都被描述為體型比暴龍還巨大兇殘的頂級掠食者，並刻意使其與暴龍對決並戰勝暴龍。如以下作品：
在環球影業出品的《歷險小恐龍》（Land Before Time）第五集中》一隻南方巨獸龍遇見五隻恐龍，並即將殺死牠們，牠擊傷兩隻暴龍，但淹死在海中。
另外於2022年上映的《侏羅紀公園》系列電影《侏羅紀世界：統霸天下》中，南方巨獸龍也作為一種在先前系列電影中從未出現的物種首次登場，但電影對巨獸龍外表設計和事實有所出入，在電影裡南方巨獸龍的背到頭有一排背刺，現實復原的外表並沒有這項特徵，且片中的南方巨獸龍體型過於誇大，頭骨和前肢也不符合現實生物的生理構造，南方巨獸龍在電影預告敘述時在六千五百萬年前和暴龍相遇甚至在與暴龍的對決中殺死了暴龍，實際上暴龍和南方巨獸龍並非生活在同一區域和年代，也沒證據顯示南方巨獸龍有殺死成年暴龍的能力。
在沙盒動作冒險遊戲《方舟：生存進化》中，玩家可以捕捉並騎乘南方巨獸龍，不過遊戲中的南方巨獸龍為體型過分誇大之虛構物種，且能秒殺大部分遊戲中的生物。
在2000年日本卡普空所製作的PlayStation遊戲恐龍危機2中，南方巨獸龍被稱為“超帝龍”，是此遊戲的最終頭目，最後必須使用衛星砲才能將之擊敗。該遊戲裡的南方巨獸龍和《方舟：生存進化》裡的一樣體型及攻擊力被過度誇大，甚至能秒殺暴龍。
美國作家詹姆斯·格尼於1995年著作的圖文繪本《失落的地底世界》(Dinotopia: The World Beneath)中，主角被暴龍襲擊時，一頭名叫"臭牙"的南方巨獸龍現身與暴龍對峙。

## 外部連結
- 維基物種上的相關：南方巨獸龍屬
- 维基共享资源上的相關多媒體資源：Giganotosaurus
- Canadian Museum of Nature: "Who was the ultimate dino? Giganotosaurus or T. rex?" – video presented by Jordan Mallon （页面存档备份，存于）
- 恐龍博物館——南方巨獸龍